# Marie Nimier
Marie Nimier est une romancière et parolière française, née le 26 août 1957 à Paris.

## Biographie
Deuxième enfant de Nadine et Roger Nimier, Marie Nimier se tourne très jeune vers la scène et vers la musique : elle crée avec Antoine Denize le groupe Les Inconsolables pour lequel elle écrit et chante des chansons. Ils créent ensemble La Fête des mers, spectacle pour chœur et accordéons ainsi que 24 heures de la vie d'une gare. Elle participe également aux créations, par ordre chronologique, du Palais des Merveilles (dans le rôle de l'Ange), des Morosophes, chante dans From Harlem to Broadway au théâtre du Ranelagh avant de partir jouer aux États-Unis avec Caroline Simonds (Pandemonium and the Dragonfly). À partir de 1985, elle embrasse une carrière d'écrivain rapidement couronnée par l'Académie française et la Société des gens de lettres. Marie Nimier est aussi l'auteur de nombreux albums pour la jeunesse et de pièces radiophoniques, notamment pour France Culture. Elle obtient le prix Médicis en 2004 pour La Reine du silence.
Elle écrit également pour le théâtre :
- La Confusion – montée dans une version radiophonique pour France Culture par Christine Bernard-Sugy avec Agnès Sourdillon et Éric Caravaca. Mise en scène par Karelle Prugnaud au Théâtre du Rond-Point en mars 2012, avec Hélène Patarot et Xavier Berlioz.
- À quoi tu penses ? présenté à Chaillot en février 2007, chorégraphie Dominique Boivin (texte publié dans la collection Folio sous le titre Vous dansez ?)
- Peine, Pénis, Penne mis en scène par Virginie Deville dans le cadre de son projet Corpus Eroticus (création à La Ferme du Buisson en février 2007) présenté à la Maison des Métallos en mai 2008
- Un enfant disparaît, pièce pour la jeunesse mise en scène par Catherine Le Moullec, théâtre Pom' (création à Nantes, oct.-nov. 2007)
- Les Siamoises pièce courte commandée par la Comédie-Française et publié aux éditions théâtrales in "Les monstres".
- Pour en finir avec Blanche Neige (en trois parties, "La Petite Annonce", "Princess Parking", "Tout doit disparaître").
- Noël revient tous les ans (texte pour 3 comédiens, mis en espace par Anne-Laure Liégeois au festival d'Hérisson, puis par Karelle Prugnaud dans une version plus longue dans le cadre du festival « Les auteurs vivants ne sont pas tous morts », puis en décembre 2014 au théâtre du Rond-Point dans une mise en scène de Karelle Prugnaud, avec Marie-Christine Orry, Félicité Chaton et Pierre Grammont.
- La course aux chansons, pièce pour la jeunesse mise en scène par Élisabeth Maccoco (création à Rouen, 2011-2012)

Depuis 2002, Marie Nimier est parolière pour de nombreux artistes francophones. Elle écrit en collaboration avec d'autres écrivains comme Jean Rouaud ou Thierry Illouz.
En octobre 2008, elle se voit décerner le prix Georges-Brassens pour son roman Les Inséparables paru chez Gallimard.
En mai 2013, le théâtre de Val-de-Reuil présente une création Enzo Enzo chante Marie Nimier mise en scène par Isabelle de Botton.
En décembre 2017, elle propose un système de rencontres avec des anonymes où elle se bande les yeux et écoute ce qu'elle nomme des "confidences". De cette expérience naîtra un roman : Les Confidences en 2019 édité et publié chez Gallimard.  Le livre est mis en voix au cours de lectures par elle-même et notamment accompagnées des peintures de Patrick Pleutin (Paris, Bordeaux, Duclair, Béziers) ou des dessins de Régis Lejonc (Limoges).
Marie Nimier poursuit ce travail en Tunisie. Naîtra de ces rencontres le livre Confidences tunisiennes, adapté pour la scène avec Naidra Ayadi.

### Cinéma
Son roman L'Hypnotisme à la portée de tous a été adapté au cinéma par Irène Jouannet sous le titre Dormez je le veux, avec dans les rôles principaux Catherine Frot, Céline Milliat-Baumgartner, Féodor Atkine et François Berléand. 
Elle co-écrit le scénario du dessin animé L'Ange tirelire, réalisé par Emile Bourget, auteur graphique : Frédéric Rébéna.
Marie Nimier a également co-écrit le film de Richard Copans, Un amour (roman). Avec la voix de Dominique Blanc et une musique originale de Michel Portal et Vincent Peirani.
Elle a co-écrit le scénario de Barrage, sortie en France en juillet 2017, premier film d'une jeune réalisatrice luxembourgeoise, Laura Schroeder avec Lolita Chammah, Thémis Pauwels et Isabelle Huppert. Sélectionné au Festival du Film de Berlin et représentant le Luxembourg pour les Oscars 2018.

## Œuvres

### Romans
- Sirène, Paris : Gallimard, 1985

- Prix Max-Barthou de l’Académie française en 1985
- La Girafe, Paris : Gallimard, 1987
- Anatomie d'un chœur, Paris : Gallimard, 1990
- L’Hypnotisme à la portée de tous, Paris : Gallimard, 1992 (adapté au cinéma par Irène Jouannet sous le titre Dormez, je le veux !)
- La Caresse, Paris : Gallimard, 1994
- Celui qui court derrière l’oiseau, Paris : Gallimard, 1996
- Domino, Paris : Gallimard, 1998
- La Nouvelle Pornographie, Paris : Gallimard, 2000
- La Reine du silence, Paris : Gallimard, 2004 (Prix Médicis, 2004)
- Les Inséparables, Paris : Gallimard, 2008 (Prix Georges-Brassens, 2008)
- Photo-Photo, Paris : Gallimard, 2010
- Je suis un homme, Paris : Gallimard, 2013 (Prix Trop Virilo, 2013)[4]
- La Plage, Paris : Gallimard, 2016
- Les Confidences, Paris : Gallimard, 2019
- Le Palais des orties[5], Paris : Gallimard, 2020, 258 pages  (ISBN 978-2-0729-0129-4)
- Petite sœur, Paris : Gallimard, 2022, 240 pages  (ISBN 978-2-0729-8396-2)
- Confidences tunisiennes, Paris : Gallimard, 2024 (Prix Antiphon)
- Le côté obscur de la Reine, Paris : Mercure de France, 2025 (collection traits et portraits)

### Pour la jeunesse
- Mimine et Momo, Montpellier : Benjamins media, 2012 (illustrations Thomas Baas, musique et chant Elise Caron)
- Comment faire d'une mouche un éléphant, Paris : Bayard, 1997 (illustrations Nicole Claveloux)
- Comment l’éléphant a perdu ses ailes, Paris : A. Michel jeunesse, 1997 (illustrations Hélène Riff)
- Une mémoire d’éléphant, Paris : Gallimard, 1997 (illustrations Quentin Blake)
- Oumtata à Paris, Paris : Nathan jeunesse ; Montreuil : CPLJ, 1997 (illustrations Jochen Gerner)
- Les Trois Sœurs casseroles, Paris : A. Michel, 2000 (illustrations Frédéric Rébéna)
- Charivari à Cot-Cot-City, Paris : A. Michel, 2001 (illustrations Christophe Merlin)
- Le Monde de Nounouille, Paris : A. Michel, 2001 (illustrations Clément Oubrerie)
- Etna : la fille du volcan, Paris : Paris musées, 2003, (illustrations Hervé di Rosa)
- Les Trompes d’Eustache, Paris: Gallimard jeunesse, 2005 (illustrations William Wilson)
- La Kangouroute, Paris : Gallimard jeunesse, 2006 (illustrations William Wilson)
- Au bonheur des lapins, Paris : Albin Michel Jeunesse, 2015 (illustrations Béatrice Rodriguez)
- Miss Mousse, Montpellier : Benjamins media, 2024 (illustrations Régis Lejonc, chant et musique Elise Caron)

### Nouvelles
- Un enfant disparaît, Paris : Mercure de France, 2005
- Vous dansez ?, Paris : Gallimard, 2006
- Petits romans du Havre, avec la Compagnie des Vitriers, Paris : Gallimard, 2017

### Pièces de théâtre
- La Confusion, Arles, Actes Sud papiers, 2011
- Adoptez un écrivain, Arles, Actes Sud papiers, 2012
- La Course aux chansons, Arles, Actes Sud Papiers / Heyoka jeunesse, oct 2012, illustrations Christophe Merlin
- Noël revient tous les ans, Arles, Actes Sud Papiers, 2014
- La Violence des potiches et autres monologues féminins, Arles, Actes Sud Papiers, 2016

- Pièces radiophoniques, performances, autres textes pour la Danse (voir liste complète sur le site de l'autrice : marienimier.com)
- Les Intrépides, Frontière(s): sept pièces courtes, (sept pièces écrites par Céline Champinot, Odile Cornuz, Carole Martinez, Marie Nimier, Karoline Rose SUN, Aïko Solovkine, Alice Zeniter), Avant-scène théâtre, 2021  (ISBN 978-2-7498-1512-1)[6]

## Chansons
Marie Nimier cosigne ses paroles de chansons avec différents auteurs à quelques rares exceptions près.
- 2007 : Sur sa peau pour Lambert Wilson
- 2012 : L'Homme du pont pour Juliette Gréco
- 2012 : Le Pont Marie pour Juliette Gréco
- 2013 : Taille basse pour Florent Richard
- 2013 : Je lis dans ton sommeil pour Enzo Enzo
- 2016 : Blanche Neige pour Nina et les fils de
- 2017 : Les osselets pour Lucrèce Sassella
- 2017 : Je baise pour Lucrèce Sassella
- 2019 : Je bâille, donc je jouis pour Nina et les fils de
- 2019 : Je prends plaisir en tout de toi pour Johanny Bert (spectacle HEN)

### En collaboration avec Jean Rouaud
- 2002 : Chanter n'est pas jouer pour Johnny Hallyday
- 2002 : L'Or du temps pour Bruno Pelletier
- 2002 : Le Chemin de la joie pour Nana Mouskouri (sous le nom de Cy Mac Evans)
- 2003 : Pour vous aimer pour Juliette Gréco
- 2003 : Le bonheur c'est pas la joie et Ma bête noire pour Régine
- 2004 : Maman, maman, Néant, néon, Le miroir, Le Titanic, L'ogre sur le toit et La naïade pour Jean Guidoni
- 2007 : La Naïade (version longue) pour Daniel Lavoie

### En collaboration avec Clarika
- 2006 : Donne-moi ta main et Sous le regard des filles pour Sheila
- 2006 : Un jour comme les autres pour Art Mengo

### En collaboration avec Thierry Illouz
- 2003 : Lettre à Milena pour Art Mengo
- 2004 : Blanche pour Enzo Enzo
- 2005 : La Clé des champs et Donne-moi le temps pour Lokua Kanza
- 2006 : Paloma dort pour Eddy Mitchell
- 2006 : De quoi c'est fait pour Clarika
- 2007 : L'Attente et Nous deux pour Lambert Wilson
- 2008 : Au fond des mers pour Mathieu Johann (Mathieu Johann-Lepresle (d))
- 2008 : Mélodie pour Florent Richard
- 2008 : Je n'ai que ça pour Maurane
- 2008 : Précieuse pour Delphine Volange
- 2009 : Je n'ai jamais été pour Juliette Gréco
- 2009 : Je me suis réveillé fragile pour Art Mengo
- 2010 : Isadora pour Prohom
- 2011 : Je m'sens bien pour Maurane
- 2012 : Le Pianiste pour Art Mengo et Lara Guirao
- 2012 : La Passerelle pour Juliette Gréco
- 2012 : Dans les bras de Léa pour Sophie Baudet
- 2013 : Accostez-moi pour Enzo Enzo
- 2013 : L'avenir revient tous les jours pour Enzo Enzo
- 2017 : Des envies d'encens pour Noga

### En collaboration avec Marc Estève
- 2009 : Le Testament rose pour Juliette Gréco
- 2009 : La Nouvelle Arche pour Art Mengo
- 2011 : Fais-moi une fleur pour Maurane
- 2012 : Rideau pour Art Mengo et Lara Guirao

### En collaboration avec Enzo Enzo
- 2013 : Le Goût de l'eau pour Enzo Enzo

### Comptines
- 2007 : Les Comptines Meuh-Meuh, chantées et mises en musique par Michel Lascault
- 2009 : Un château et Un gros calin (Album Comptines et jeux de doigts, volume 7 - Eveil et découvertes/ EMI) par Rémi Guichard
- 2012 : Mimine et Momo, dans le livre du même nom, comptines chantées et mises en musique par Elise Caron

## Apparitions télé (actrice)
- 26 juin 1982 : Mersonne ne m’aime (Antenne 2) : une saltimbanque
- 22 février 1984 : Une femme jalouse (Antenne 2) : l'amie
- 14 novembre 1985 : Mariage blanc (FR3)
- 26 décembre 1985 : L'Énigme blanche (FR3) : la boulangère

### Divers
- Titres pour Laurent Viel, Michel Lascault, Xav Feugray (Nord), Sheila, etc.